# Sergio Rodríguez Gómez
Sergio Rodríguez Gómez, detto Chacho (San Cristóbal de La Laguna, 12 giugno 1986), è un dirigente sportivo ed ex cestista spagnolo, di ruolo playmaker, direttore sportivo del Real Madrid.

## Caratteristiche tecniche
Gioca come playmaker. Ottimo passatore , è terzo di sempre nella classifica di assist in Eurolega.

## Carriera

### Club

#### Europa
Nel 2004 viene convocato dalla selezione mondiale giovanile per giocare contro una selezione dei migliori giocatori della scuola superiore al Nike Hoop Summit, negli Stati Uniti. Prima di approdare nella NBA ha giocato con l'Estudiantes in Liga ACB con cui ha disputato la finale contro il Barcellona nella stagione 2003-04. Ha inoltre vinto il Rising Star Award nella stagione 2004-05.

### NBA (2006-2010)

#### Portland Trail Blazers (2006-2009)
Viene selezionato con la scelta numero 27 dai Phoenix Suns nel Draft NBA 2006 e immediatamente ceduto ai Portland Trail Blazers in cambio di una somma in denaro; il 20 luglio 2006 i Blazers annunciarono di aver negoziato una buonuscita con l'Estudiantes firmando un contratto base da rookie.
Però a Portland Sergio è sempre riserva: il primo anno di Jarrett Jack e Dan Dickau, il secondo dello stesso Jack e di Steve Blake (che rimpiazzò Dickau ceduto ai Los Angeles Clippers in estate), mentre il terzo di Blake. Nell'estate del 2008 Jarrett Jack venne ceduto agli Indiana Pacers e non venne acquistato nessun playmaker durante l'estate e questo fece sì che al terzo anno Sergio giocasse più spesso perché l'allenatore Nate McMillan arrivò a concedergli più spazio nelle rotazioni per fare riposare Blake.
Con la franchigia dell'Oregon Sergio in 3 anni disputò 219 partite (67 il primo, 72 il secondo, 80 il terzo), ma poche volte partendo come titolare (1 i primi due anni, 13 l'ultimo).

#### Sacramento Kings (2009-2010)
Il 25 giugno 2009 viene ceduto insieme alla scelta numero 38 del Draft NBA 2009 Jon Brockman e una somma in denaro ai Sacramento Kings in cambio della scelta numero 31 al Draft NBA 2009 Jeff Ayres.

#### New York Knicks (2010)
Il 18 febbraio 2010 viene ceduto (insieme a Tracy McGrady) ai New York Knicks in una trade a tre squadre, qui incontra il giovane Danilo Gallinari. Tuttavia Rodríguez non riuscì a imporsi neanche a New York sotto la guida di un coach come Mike D'Antoni, che in alcuni casi gli preferì Tracy McGrady, adattato al ruolo di playmaker.
A fine anno, dopo aver disputato 66 partite (39 con i Kings e 27 con i Knicks), rimane free agent.

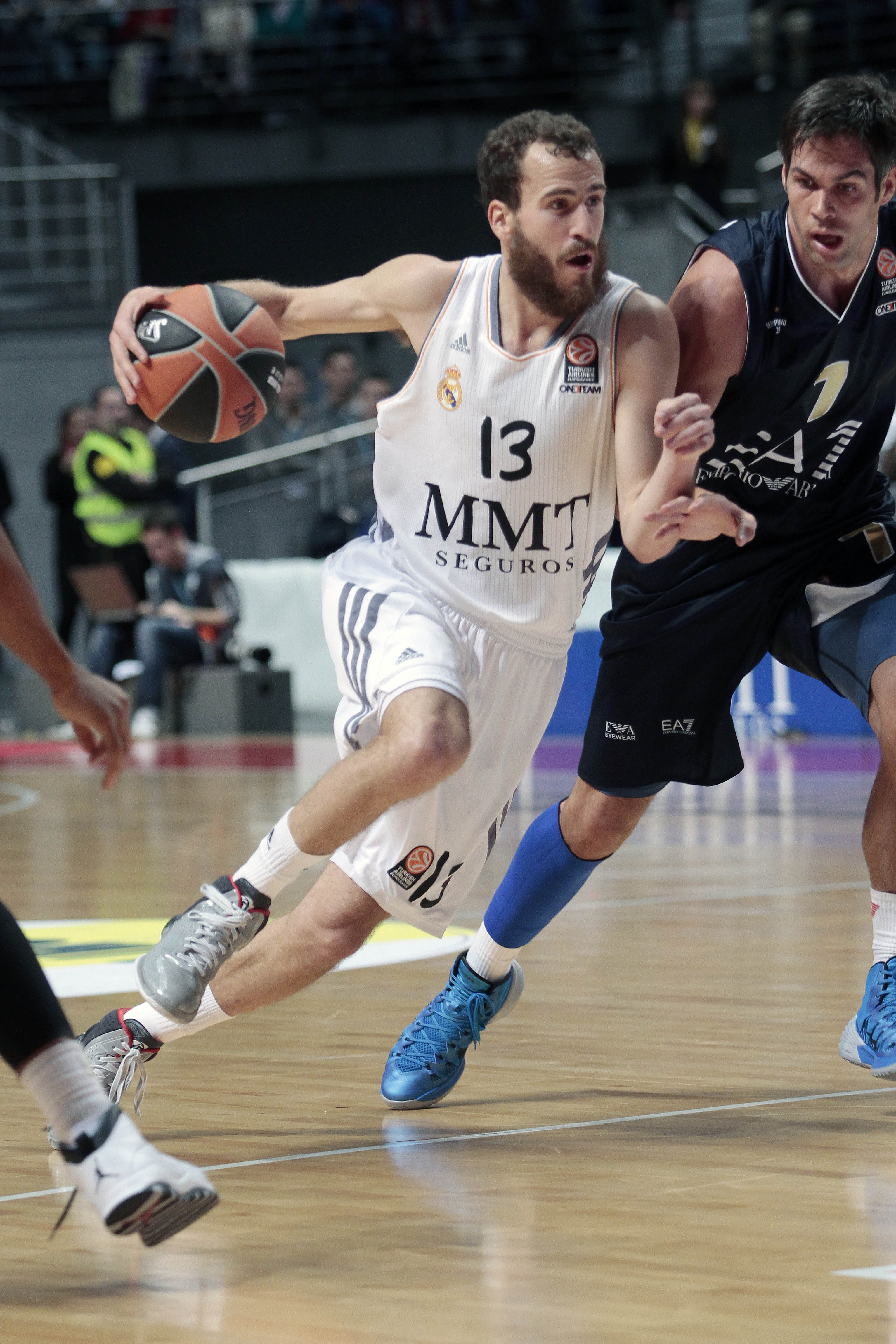
Sergio Rodríguez in azione con il Real Madrid nel 2013.

### Il ritorno in Europa: Real Madrid (2010-2016)
Il 5 luglio 2010, dopo aver trascorso quattro stagioni in NBA, torna in Spagna firmando un contratto di tre anni con il Real Madrid. Col Real Madrid gioca principalmente da sesto uomo riuscendo comunque ad avere un alto minutaggio che garantisce alla squadra di Madrid un'ottima alternativa a Rudy Fernández (con cui giocò nella stagione 2008-2009 in quel di Portland in NBA) e Sergio Llull.
Nella stagione 2013-14 viene eletto MVP dell'Euroleague e viene inserito nel quintetto ideale dell'Euroleague.
In totale in 6 anni a Madrid ha vinto 3 Campionati Spagnoli, 4 Coppe del Re, 3 Supercoppe di Spagna, 1 Eurolega e 1 Coppa Intercontinentale.

### Il ritorno in NBA: Philadelphia 76ers (2016-2017)
Il 4 luglio, dopo essere stato cercato anche dai Brooklyn Nets, tornò in NBA firmando un contratto annuale coi Philadelphia 76ers. Al suo ritorno, dopo i 4 anni passati in panchina tra Portland, Sacramento e New York, finalmente riuscì a ottenere un posto da titolare fisso. Tuttavia nel corso della stagione a causa di vari infortuni e dell'esplosione di T.J. McConnell il play spagnolo perse il posto in quintetto diventando la riserva dello stesso McConnell. Giocò in totale 68 partite, di cui 30 da titolare, tenendo di media 7,8 punti a partita.

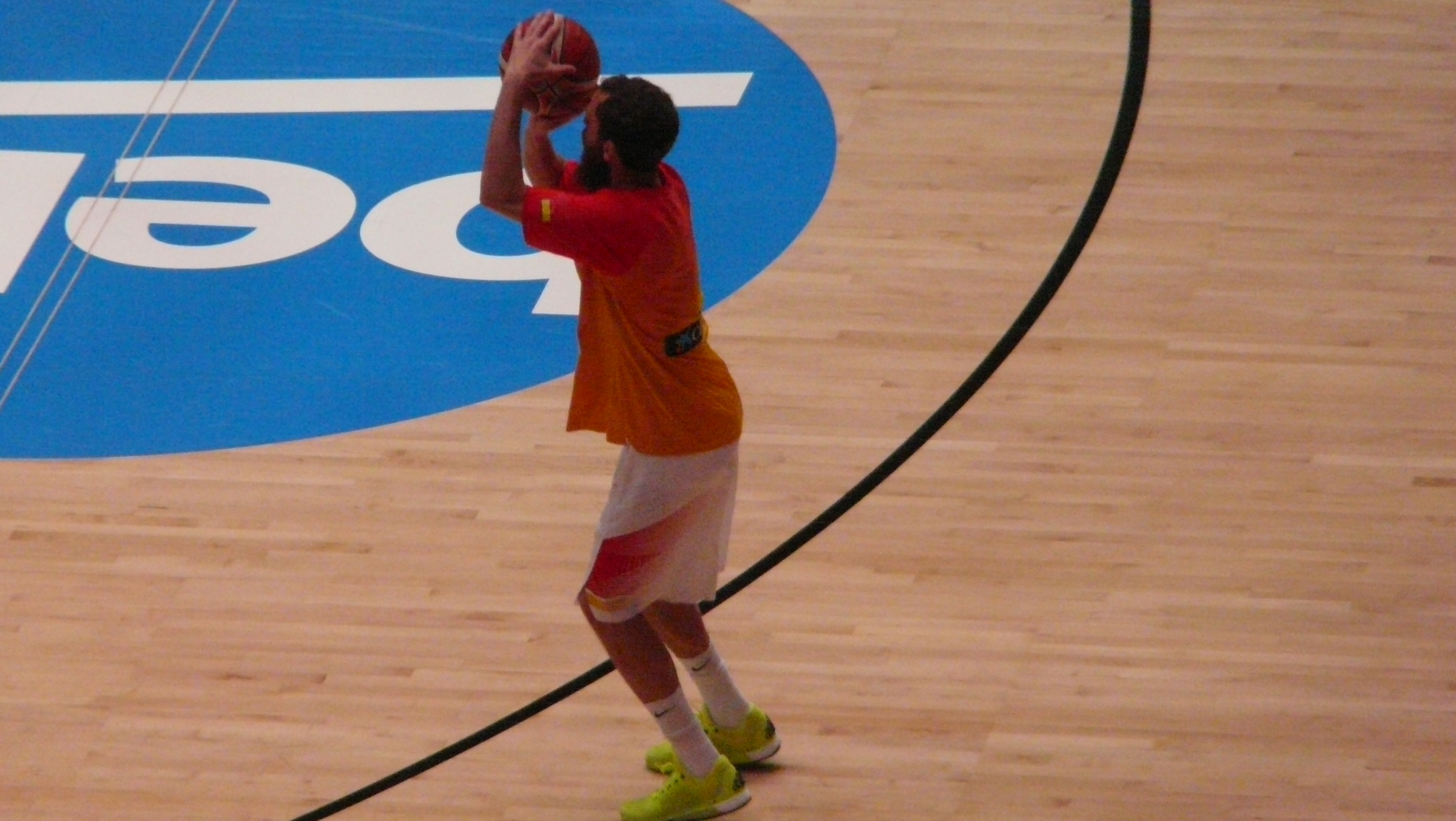
Rodríguez in allenamento con la nazionale spagnola nel 2015.

A Filadelfia tra l'altro Rodríguez ritrovò Jerryd Bayless, suo compagno di squadra nella stagione 2008-2009 a Portland.

### CSKA Mosca (2017-2019)
Al Draft NBA 2017 i Philadelphia 76ers selezionarono come prima scelta assoluta Markelle Fultz; a questo punto, avendo in squadra Fultz, T.J. McConnell e Jerryd Bayless, la franchigia della Pennsylvania decise di non rinnovare il contratto del playmaker spagnolo.
Rodríguez tornò così a giocare in Europa, firmando il 15 luglio 2017 per il CSKA Mosca, rimpiazzando Miloš Teodosić, trasferitosi in NBA ai Los Angeles Clippers.
Il 12 luglio 2019, alla scadenza del contratto, Rodríguez ed il CSKA Mosca si separano.

### Olimpia Milano (2019-2022)
Il 30 luglio 2019, Rodríguez firma un contratto triennale con l'Olimpia Milano. Il 9 settembre 2021 viene nominato capitano della squadra insieme a Niccolò Melli. Con la squadra milanese vince lo scudetto 2021-2022.

### Il ritorno a Madrid  (2022-2024)
Dopo la trionfale vittoria del campionato italiano con l'Olimpia Milano, il Chacho saluta la città italiana con destinazione Madrid, dove torna dopo 6 anni di assenza. Vincerà subito la Supercoppa e torna a giocare in Liga ACB il 28 Settembre 2022 nella vittoria contro il Girona  di Marc Gasol; il Chacho conclude con 11 punti e 4 assist in 20 minuti. Il 17 Novembre 2022 realizza in Eurolega l’ultima doppia doppia della sua carriera con 13 punti e 10 assist contro l’Alba Berlino. Grazie alle sue prestazioni in uscita della panchina oltre che ad una buona chimica di squadra, il Real Madrid si piazza al 3º posto rispettivamente in Euroleague e in Liga Acb.

### Ritiro
Il 19 giugno 2024, attraverso i suoi canali social, annuncia il ritiro dalla pallacanestro giocata. 

### Nazionale

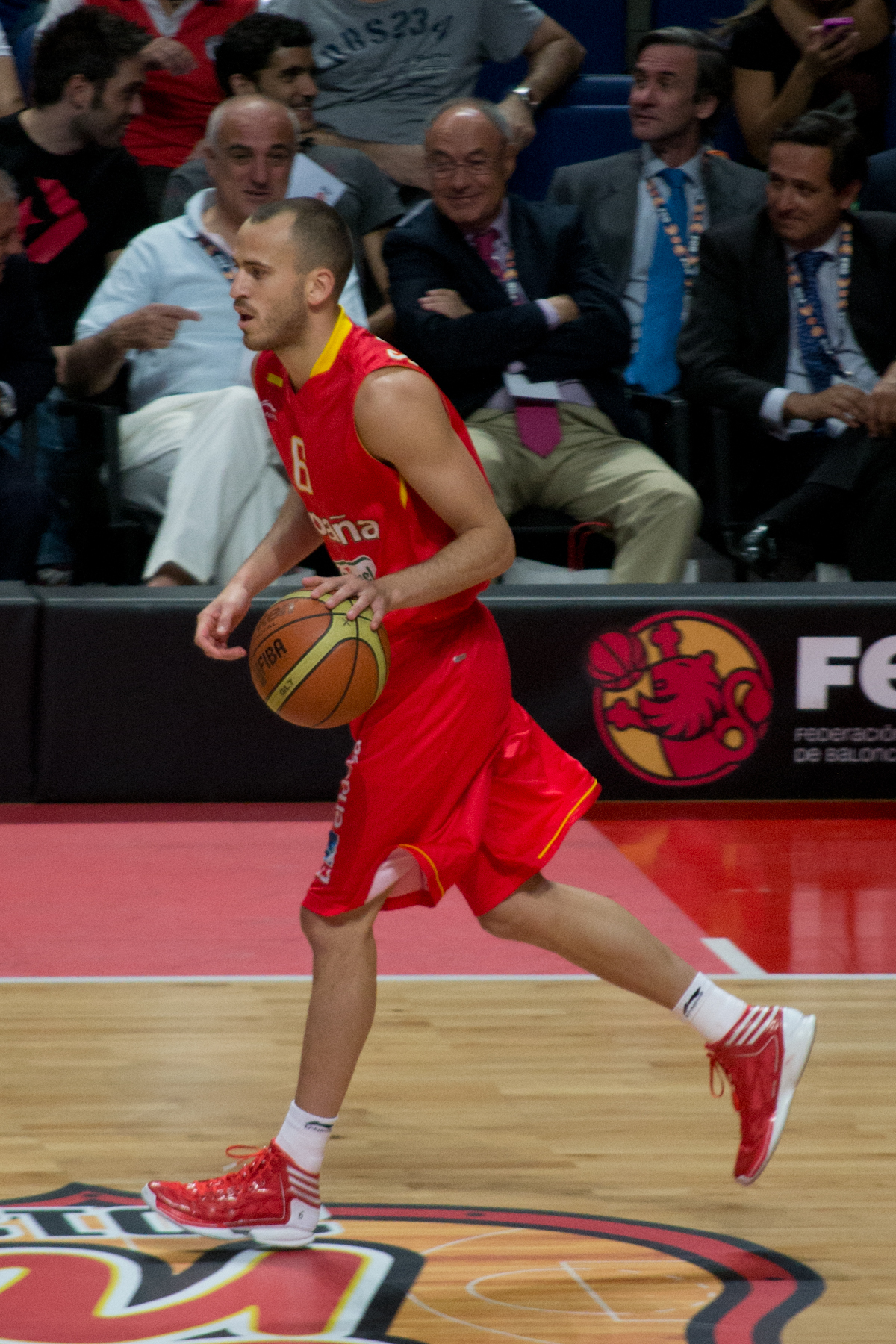
Sergio Rodríguez in palleggio con la nazionale nel 2012.

Nel 2007 venne convocato per gli Europei in Spagna con la maglia della nazionale di pallacanestro della Spagna. Alla fine della manifestazione gli iberici si piazzarono terzi.
Con la Nazionale vinse il Mondiale 2006 e l'Europeo 2015.
Dopo le Olimpiadi di Tokyo, il 25 agosto 2021 annuncia il ritiro dalla Nazionale

## Statistiche

### NBA

#### Regular Season
| Anno      | Squadra             | PG  | PT | MP   | TC%  | 3P%  | TL%  | RP  | AP  | PRP | SP  | PP  |
| --------- | ------------------- | --- | -- | ---- | ---- | ---- | ---- | --- | --- | --- | --- | --- |
| 2006-2007 | Portland T. Blazers | 67  | 1  | 12,9 | 42,3 | 28,2 | 80,8 | 1,4 | 3,3 | 0,5 | 0,0 | 3,7 |
| 2007-2008 | Portland T. Blazers | 72  | 0  | 8,7  | 35,2 | 29,3 | 65,8 | 0,8 | 1,7 | 0,3 | 0,0 | 2,5 |
| 2008-2009 | Portland T. Blazers | 80  | 13 | 15,3 | 39,2 | 32,5 | 79,2 | 1,6 | 3,6 | 0,7 | 0,0 | 4,5 |
| 2009-2010 | Sacramento Kings    | 39  | 0  | 13,3 | 46,3 | 35,7 | 69,4 | 1,3 | 3,1 | 0,7 | 0,1 | 6,0 |
| 2009-2010 | N.Y. Knicks         | 27  | 8  | 19,7 | 49,1 | 34,7 | 80,6 | 1,4 | 3,4 | 0,8 | 0,1 | 7,4 |
| 2016-2017 | Philadelphia 76ers  | 68  | 30 | 22,3 | 39,2 | 36,5 | 66,7 | 2,3 | 5,1 | 0,7 | 0,1 | 7,8 |
| Carriera  | Carriera            | 353 | 52 | 15,0 | 40,9 | 33,7 | 73,9 | 1,5 | 3,4 | 0,6 | 0,0 | 4,9 |

#### Play-off
| Anno     | Squadra             | PG | PT | MP  | TC%  | 3P% | TL% | RP  | AP  | PRP | SP  | PP  |
| -------- | ------------------- | -- | -- | --- | ---- | --- | --- | --- | --- | --- | --- | --- |
| 2009     | Portland T. Blazers | 5  | 0  | 5,4 | 33,3 | 0,0 | 0,0 | 0,6 | 1,4 | 0,0 | 0,2 | 0,8 |
| Carriera | Carriera            | 5  | 0  | 5,4 | 33,3 | 0,0 | 0,0 | 0,6 | 1,4 | 0,0 | 0,2 | 0,8 |

### Eurolega
| Anno       | Squadra        | PG  | PT | MP   | TC%  | 3P%  | TL%  | RP  | AP  | PRP | SP  | PP   |
| ---------- | -------------- | --- | -- | ---- | ---- | ---- | ---- | --- | --- | --- | --- | ---- |
| 2004-2005  | Estudiantes    | 14  | 5  | 17,4 | 41,9 | 31,8 | 63,6 | 1,9 | 2,8 | 1,2 | 0,0 | 6,4  |
| 2010-2011  | Real Madrid    | 18  | 10 | 18,8 | 41,3 | 20,0 | 93,8 | 1,9 | 3,1 | 0,5 | 0,0 | 6,1  |
| 2011-2012  | Real Madrid    | 16  | 5  | 20,1 | 49,4 | 46,9 | 82,1 | 1,5 | 5,4 | 0,8 | 0,0 | 7,4  |
| 2012-2013  | Real Madrid    | 29  | 4  | 18,2 | 37,4 | 29,5 | 87,5 | 1,8 | 3,9 | 0,7 | 0,0 | 7,5  |
| 2013-2014  | Real Madrid    | 31  | 0  | 22,5 | 49,8 | 50,0 | 90,6 | 2,0 | 4,9 | 1,2 | 0,1 | 14,0 |
| 2014-2015† | Real Madrid    | 28  | 2  | 21,6 | 43,6 | 38,1 | 83,6 | 1,4 | 5,1 | 1,0 | 0,0 | 11,1 |
| 2015-2016  | Real Madrid    | 27  | 10 | 23,9 | 44,6 | 40,9 | 74,1 | 2,2 | 6,2 | 0,7 | 0,1 | 10,9 |
| 2017-2018  | CSKA Mosca     | 36  | 22 | 26,0 | 49,1 | 43,8 | 89,7 | 2,0 | 4,9 | 0,8 | 0,1 | 13,8 |
| 2018-2019† | CSKA Mosca     | 35  | 10 | 21,9 | 42,1 | 39,2 | 87,8 | 1,5 | 4,5 | 0,7 | 0,1 | 10,2 |
| 2019-2020  | Olimpia Milano | 28  | 20 | 25,6 | 41,9 | 37,4 | 96,1 | 2,2 | 5,4 | 0,9 | 0,1 | 13,0 |
| 2020-2021  | Olimpia Milano | 37  | 3  | 19,9 | 44,6 | 35,4 | 90,6 | 2,0 | 4,5 | 0,8 | 0,1 | 9,7  |
| 2021-2022  | Olimpia Milano | 34  | 5  | 20,2 | 41,2 | 31,8 | 76,0 | 2,3 | 4,5 | 0,7 | 0,1 | 8,3  |
| 2022-2023† | Real Madrid    | 40  | 3  | 14,8 | 43,4 | 36,8 | 83,3 | 1,5 | 4,4 | 0,4 | 0,0 | 4,9  |
| 2023-2024  | Real Madrid    | 32  | 0  | 15,2 | 35,6 | 35,6 | 87,5 | 1,4 | 4,2 | 0,5 | 0,0 | 4,4  |
| Carriera   | Carriera       | 405 | 99 | 20,5 | 43,7 | 38,4 | 85,3 | 1,8 | 4,6 | 0,8 | 0,0 | 9,3  |

## Palmarès

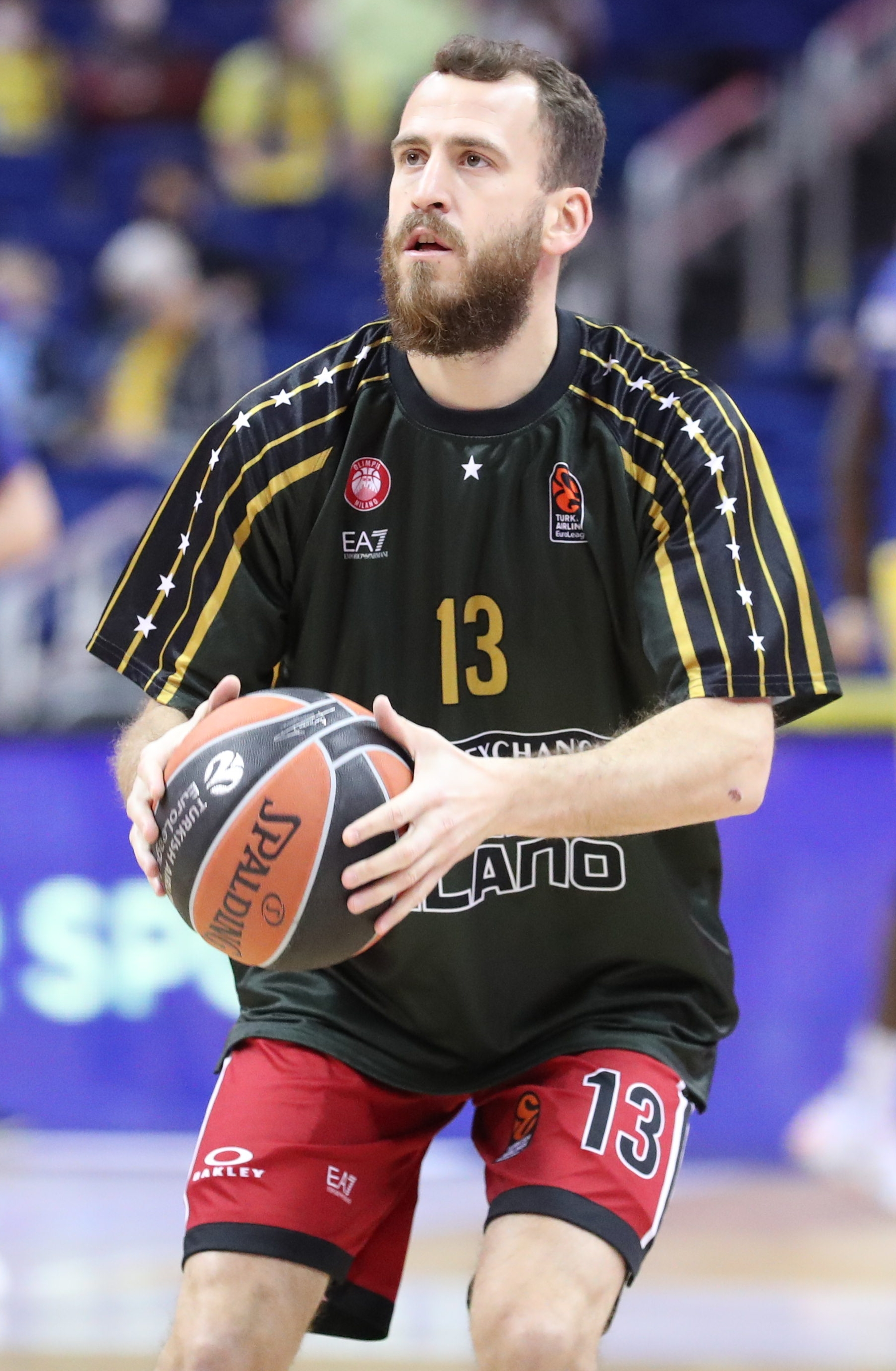
Sergio Rodríguez Gómez nel 2021

### Club

#### Competizioni nazionali
- Campionato spagnolo: 4

Real Madrid: 2012-2013, 2014-2015, 2015-2016, 2023-2024
- Copa del Rey: 5

Real Madrid: 2012, 2014, 2015, 2016, 2024
- Supercoppa spagnola: 5

Real Madrid: 2012, 2013, 2014, 2022, 2023
- Supercoppa italiana: 1

Olimpia Milano: 2020
- Coppa Italia: 2

Olimpia Milano: 2021, 2022
- Campionato italiano: 1

Olimpia Milano: 2021-2022

#### Competizioni internazionali
- Eurolega: 3

Real Madrid: 2014-15, 2022-23
CSKA Mosca: 2018-19
- Coppa Intercontinentale: 1

Real Madrid: 2015
- VTB United League: 2

CSKA Mosca: 2017-2018, 2018-19

### Individuale
- MVP Supercoppa spagnola:1

Real Madrid: 2013
- Euroleague MVP: 1

Real Madrid: 2013-14
- All-Euroleague First Team: 1

Real Madrid: 2013-14
- MVP VTB United League Finals: 1

CSKA Mosca: 2017-18
- All-Euroleague Second Team: 1

CSKA Mosca: 2017-18
- All-25 Euroleague team

## Curiosità
• Ha servito l’assist per il primo canestro di Luka Dončić da professionista, il 19 Aprile 2015 nella vittoria contro l’Obradoiro.